# XML Configuration Access Protocol
XCAP (XML Configuration Access Protocol) est un protocole applicatif permettant à un client de lire, écrire et modifier des informations de configuration stockées sur un serveur dans un format XML.

## Présentation
XCAP fait le lien entre arborescence, éléments et attributs d'un document XML et une URI HTTP afin de les rendre directement accessibles par des clients utilisant le protocole HTTP. Un serveur XCAP est utilisé par des clients XCAP pour stocker des données telles que des listes de contacts et des politiques de présence en coopération avec un serveur de présence SIP supportant les méthodes PUBLISH, SUBSCRIBE et NOTIFY afin de fournir une solution complète de serveur SIP SIMPLE.

## Propriétés
Les opérations suivantes sont supportées par le protocole XCAP lors d'une interaction client-serveur :
- Retrouver un objet
- Supprimer un objet
- Modifier un objet
- Ajouter un objet

Les opérations ci-dessus peuvent être exécutées sur les objets suivants :
- Document
- Élément
- Attribut

Le mécanisme d'adressage XCAP est basé sur XPath qui offre la capacité de parcourir un arbre XML.

## Usages applicatifs
Les applications suivantes sont fournies par XCAP via l'utilisation d'auid (Application Unique Id) spécifiques.
- XCAP capabilities (auid = xcap-caps).
- Resource lists (auid = resource-lists). Une application "Resource lists" est n'importe quelle application qui nécessite une liste de ressources, identifiés par une URI, dont les opérations, telles que les souscriptions, peuvent être appliqués.
- Presence rules (auid = pres-rules, org.openmobilealliance.pres-rules). Une application "Presence rules" est une application qui utilise les politiques d'autorisation, aussi connues sous le nom de règles d'autorisation, afin de spécifier quelles informations de présence peuvent être données à tel ou tel observateur, et quand.
- RLS services (auid = rls-services). Une application de services "Resource List Server" (RLS) est une application SIP par laquelle un serveur reçoit des requêtes SIP SUBSCRIBE pour une ressource, et génère des souscriptions pour la "resource list".
- PIDF manipulation (auid = pidf-manipulation). L'utilisation de l'application Pidf-manipulation défini comment XCAP est utilisé pour manipuler le contenu de documents de présence basés sur PIDF.

## Standards
Le protocole XCAP est basé sur les standard de l'IETF suivants:
RFC4825, RFC4826, RFC4827, RFC5025